# Rotschnabel-Tropikvogel

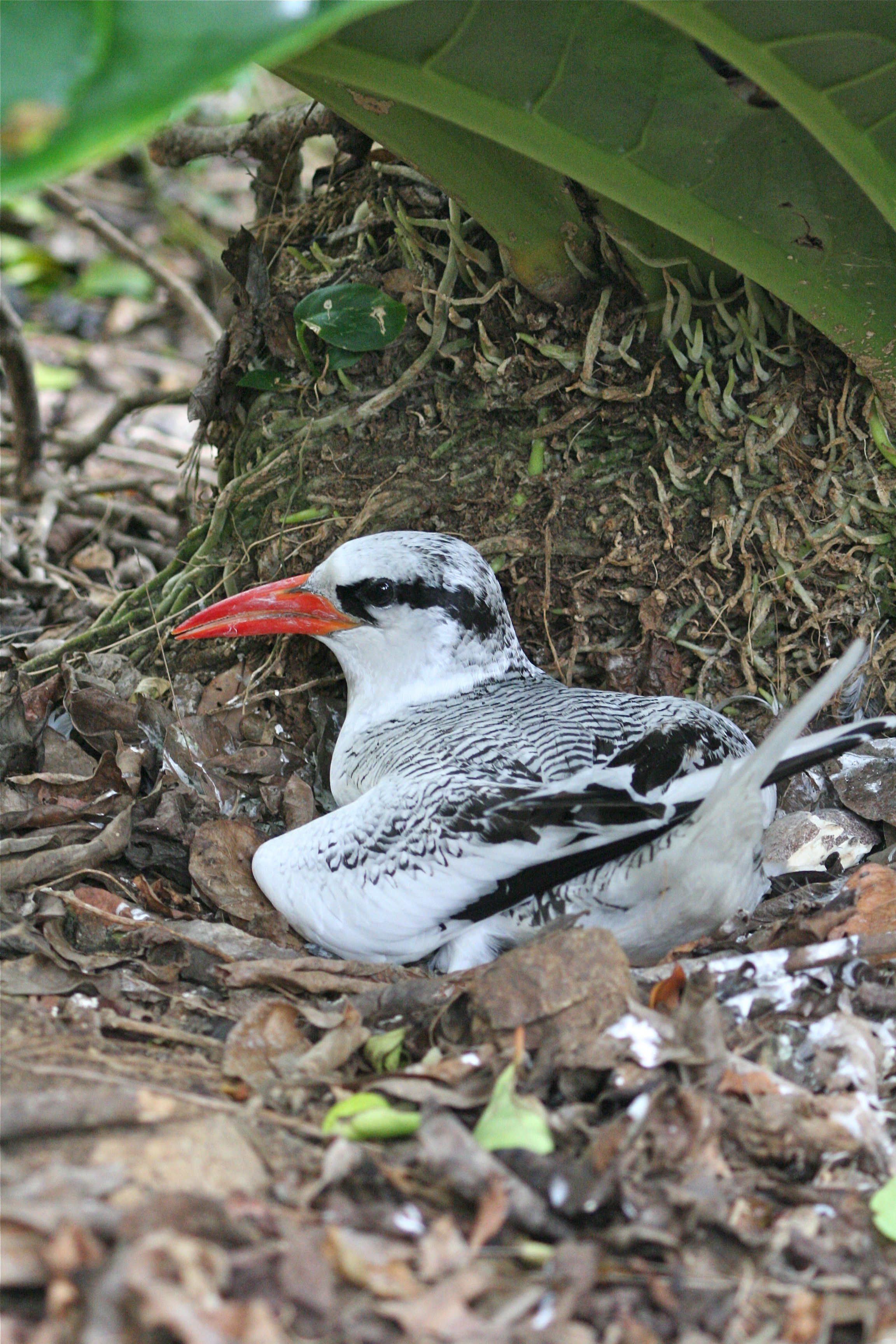
Brütender Rotschnabel-Tropikvogel

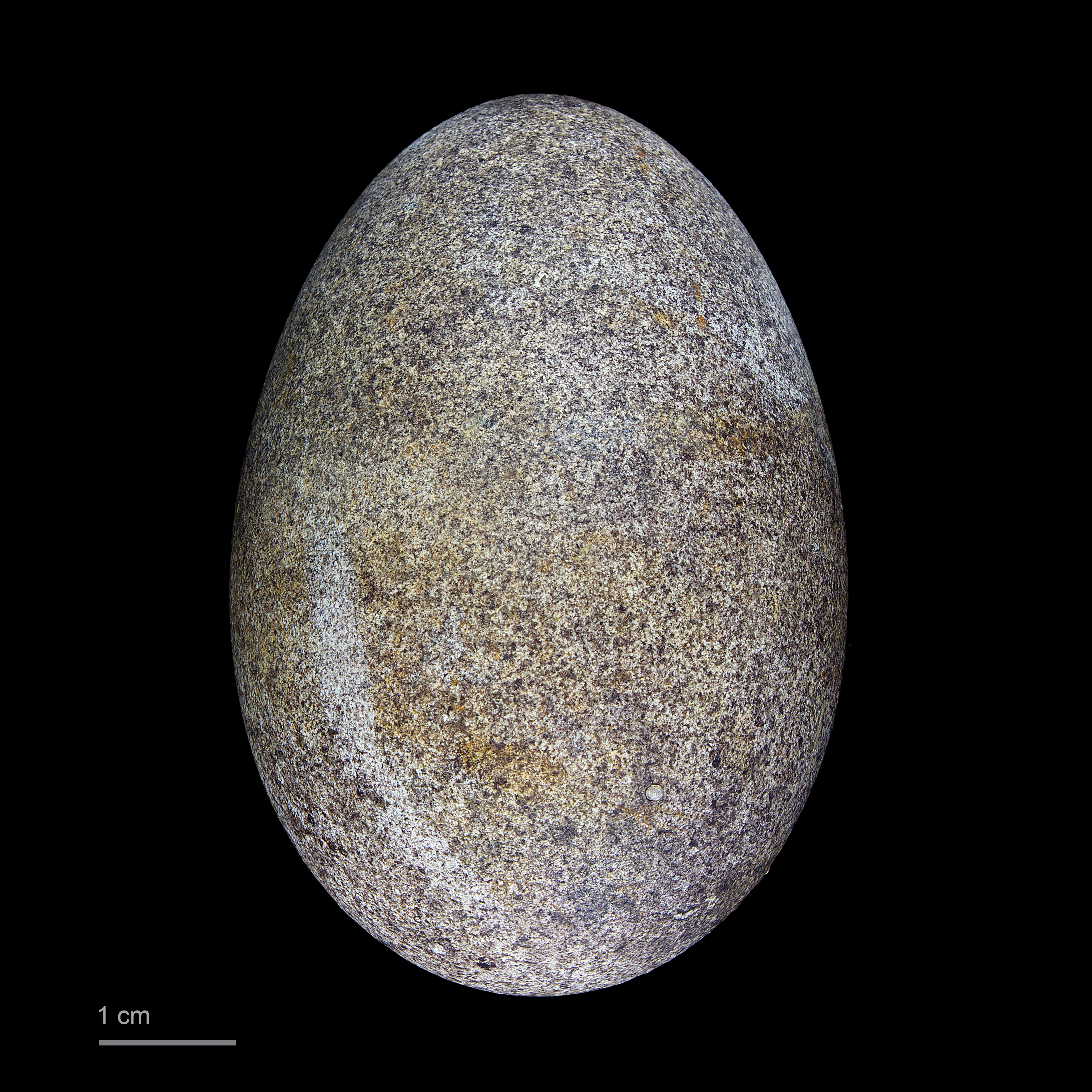
Phaethon aethereus

Der Rotschnabel-Tropikvogel (Phaethon aethereus) ist ein Vogel aus der Ordnung der Tropikvögel. Wie alle Tropikvogelarten zeichnet er sich durch extrem verlängerte mittlere Schwanzfedern aus. Seine Schwimmfähigkeit ist recht schlecht, die Flugfähigkeiten sind dagegen ausgezeichnet und die Vögel können häufig hunderte von Kilometern vom Land entfernt über offenem Meer angetroffen werden.
Der Rotschnabel-Tropikvogel ist im tropischen Atlantik, Ostpazifik und im Indischen Ozean verbreitet.

## Beschreibung
Der Rotschnabel-Tropikvogel erreicht eine Länge von 61 cm, die Schwanzwimpel eingerechnet 96 cm. Die Flügelspannweite beträgt bis zu 112 cm. Ein Sexualdimorphismus besteht nicht. Das Gefieder adulter Vögel ist überwiegend weiß. Über das Auge und, sich etwas verbreiternd, quer über den Nacken verläuft ein schwarzes Band. Der kräftige, leicht abwärts gebogene  Schnabel ist korallenrot. Die Oberseite zeigt eine schwarze Streifung, die sich bis auf Bürzel und Schultergefieder ausdehnt. Äußere Handdecken und die inneren Armschwingen sind schwarz, die Unterseite der Flügel weiß. Wie bei allen Tropikvogelarten sind die mittleren Steuerfedern extrem verlängert. Beim Rotschnabel-Tropikvogel sind sie bis auf einen schwarzen Mittelstreifen weiß. Der Schwanz besteht aus 14 Steuerfedern.
Jungvögeln fehlen die verlängerten Schwanzfedern oder sind zumindest stark verkürzt. Die Oberseite ist kräftig schwarz gestreift und reicht bis auf den hinteren Kopf, der Augenstreifen ist verwaschener und geht in die Streifung über. Der Schnabel ist gelb.

## Verbreitung

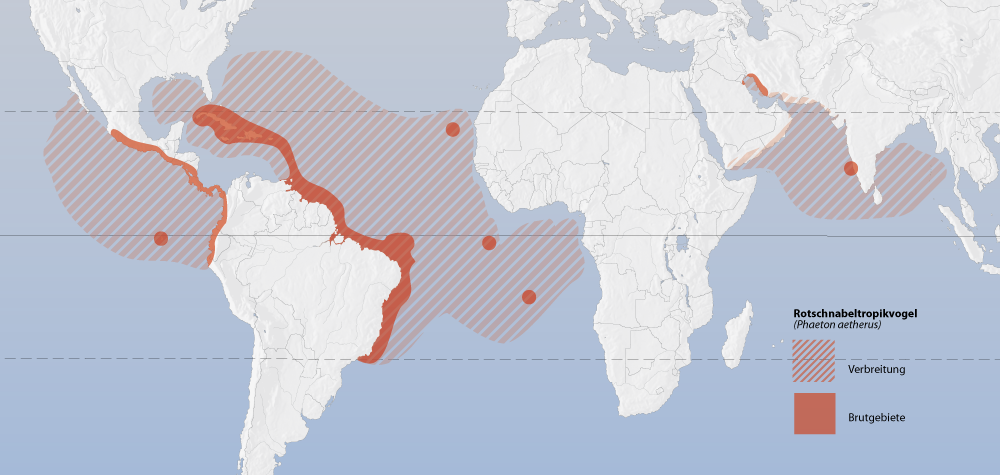
Verbreitung und Brutgebiete

Der Rotschnabel-Tropikvogel ist in weiten Teilen der Ozeane der tropischen und subtropischen Regionen anzutreffen. Er kommt sowohl im Indischen Ozean, im Atlantik als auch im östlichen Pazifik vor. Er kommt nur während der Brutzeit an Land und brütet auf den Kapverdischen Inseln, Ascension, St. Helena, Fernando de Noronha, Galapagos, den Inseln vor dem westlichen Mexiko und Südamerika, im Golf von Aden und dem Persischen Golf.

## Unterarten
- P. a. aethereus – Linnaeus, 1758
- P. a. indicus – Hume, 1876
- P. a. mesonauta – J. L. Peters, 1930

## Bestand
Aufgrund des großen Verbreitungsgebietes wird die Art in der Roten Liste der IUCN als „nicht gefährdet“ geführt. Er ist der seltenste der drei Tropikvogelarten, sein Weltbestand wird auf etwa 10.000 Brutpaare geschätzt. Die meisten brüten an den zentralamerikanischen Küsten. Größere Populationen gibt es auf den Galapagos-Inseln und in der Karibik. In der West-Paläarktis ist diese Art sehr selten. So brüten auf den Kapverdischen Inseln lediglich zwischen 100 und 125 Brutpaare. Einzelne Brutnachweise gibt es daneben für die Azoren. Für die Kanaren wurde 2016 eine Brutkolonie von wenigstens acht Paaren bestätigt.

## Belege

### Einzelbelege
1. ↑  N. Redman, T. Stevenson, J. Fanshawe: Birds of the Horn of Africa: Ethiopia, Eritrea, Djibouti, Somalia, and Socotra - Revised and Expanded Edition. Princeton University Press, 2016, ISBN 978-0-691-17289-7, S. 42 (englisch, Volltext in der Google-Buchsuche).
2. ↑  http://www.rarebirdalert.co.uk First colony of Red-billed Tropicbirds found on the Canary Islands, 12. August 2016